# Jairo Samperio
Jairo Samperio Bustara (Cabezón de la Sal, 11 luglio 1993) è un calciatore spagnolo, centrocampista del NorthEast Utd.

## Caratteristiche tecniche
Ala sinistra di ottima tecnica e dalla buona via del gol, riesce a essere impiegato anche come ala destra.

## Carriera

### Club
Inizia la sua carriera da calciatore nel 2006, quando viene acquistato dal Racing Santander dove, in cinque anni, compie tutta la trafila delle giovanili fino al giorno del suo esordio in Primera División nel 2011: il 27 agosto durante il match di campionato con il Valencia subentra al suo compagno di squadra Manuel Arana, compiendo così il proprio esordio da calciatore professionista. Due mesi più tardi, esattamente il 25 ottobre, realizza la sua prima rete in carriera in occasione della partita di campionato con il Siviglia. Rimedia la prima ammonizione in carriera il 29 gennaio 2012 durante la partita con il Valencia. Dopo due anni passati a giocare nella prima squadra del Santander, decide nell'estate del 2013 di accasarsi al Siviglia, che per lui decide di sborsare alle casse del Racing 2,2 milioni di euro. Al Siviglia giocherà nel totale delle competizioni 36 partite tra campionato e coppe varie, condite da sei gol e sette assist. A fine stagione si laurerà campione dell'Europa League con il suo Siviglia, anche se non disputerà le ultime quattro partite del torneo continentale.
Solo dopo una stagione al Siviglia, decide di cambiare squadra e nell'estate del 2014 si trasferisce in Germania al Mainz, per una cifra che si aggira sempre verso i 2,2 milioni di euro. Nella prima stagione giocherà una ventina di partite ma sempre con scarso minutaggio, mentre nella sua seconda stagione giocherà una trentina di partite realizzando anche sette gol così da divenire a fine campionato il 2º miglior realizzatore della squadra. La stagione seguente parte bene, ma un infortunio al collaterale sinistro ne limita fortemente il prosieguo dell'annata. Il campionato 2017-18 parte di nuovo alle prese con un infortunio, tanto che a gennaio si trasferisce al Las Palmas. Pur tornando a giocare con continuità non riesce nell'impresa di evitare la retrocessione in Segunda División chiudendo la classifica al penultimo posto e con la matematica retrocessione avvenuta già svariate giornate prima della fine del campionato.
A stagione terminata accetta la proposta dell'Amburgo per la prima volta nella sua storia appena retrocesso in 2. Bundesliga dove fino a quel momento unica squadra ad aver sempre militato nella massima serie del calcio tedesco, firmando un contratto biennale. La prima stagione lo vede infortunarsi gravemente già al primo turno della coppa nazionale il 18 agosto chiudendo anzitempo la stagione, nella seconda annata riesce a trovare maggiore continuità giocando però solo scampoli di partita, viene relegato spesso in panchina o talvolta fuori dai convocati per piccoli risentimenti muscolari. Dopo aver fallito in due stagioni la promozione in Bundesliga e non riuscendo mai del tutto a entrare nei piani del club dopo sedici presenze e una rete segnata al Karlsruher lascia la squadra tedesca per tornare in patria al Málaga. Qui nell'arco di due stagione tornerà soprattutto nella prima, a giocare con grande continuità e divenendo uno dei titolari. Lascia la squadra dopo 52 presenze e una rete.
Il 29 agosto si accasa agli ungheresi dell'Honvéd militanti nella massima serie. Esordisce pochi giorni dopo nel derby terminato 0-0 contro l'Újpest subentrando al 66' all'infortunato Richie Ennin. Mette a segno il suo primo gol in Coppa d'Ungheria, il 17 settembre contro il Dorog. In campionato alla partita successiva nella sconfitta di 4-3 contro il Debrecen il suo primo gol.
Il 5 luglio passa al NorthEast United, club indiano militante nella Indian Super League, la massima divisione calcistica nazionale.

### Nazionale
Nel 2011 il CT delle Furie Rosse Under-19 lo inserisce nella lista dei calciatori che parteciperanno al campionato europeo dell'anno; verrà poi scartato in seguito prima dell'inizio del torneo. Nel maggio 2013 partecipa al campionato mondiale di calcio Under-20 dove però non giocherà nessuna partita. Mentre sempre nello stesso e sempre il CT Julen Lopetegui lo chiama a rappresentare l'Under-21 giocando alcuni match di qualificazione all'Europeo di categoria.

## Statistiche

### Presenze e reti nei club
Statistiche aggiornate al 19 agosto 2025.
| Stagione                | Squadra                 | Campionato              | Campionato | Campionato | Coppe nazionali | Coppe nazionali | Coppe nazionali | Coppe continentali | Coppe continentali | Coppe continentali | Altre coppe | Altre coppe | Altre coppe | Totale | Totale |
| Stagione                | Squadra                 | Comp                    | Pres       | Reti       | Comp            | Pres            | Reti            | Comp               | Pres               | Reti               | Comp        | Pres        | Reti        | Pres   | Reti   |
| ----------------------- | ----------------------- | ----------------------- | ---------- | ---------- | --------------- | --------------- | --------------- | ------------------ | ------------------ | ------------------ | ----------- | ----------- | ----------- | ------ | ------ |
| gen.-giu. 2011          | Racing Santander B      | TD                      | 4          | 3          | -               | -               | -               | -                  | -                  | -                  | -           | -           | -           | 4      | 3      |
| 2011-2012               | Racing Santander        | PD                      | 25         | 2          | CR              | 2               | 0               | -                  | -                  | -                  | -           | -           | -           | 27     | 2      |
| 2012-2013               | Racing Santander        | SD                      | 38         | 10         | CR              | 2               | 0               | -                  | -                  | -                  | -           | -           | -           | 40     | 10     |
| Totale Racing Santander | Totale Racing Santander | Totale Racing Santander | 63         | 12         |                 | 4               | 0               |                    | -                  | -                  |             | -           | -           | 67     | 12     |
| 2013-2014               | Siviglia                | PD                      | 25         | 4          | CR              | 2               | 1               | UEL                | 9                  | 1                  | -           | -           | -           | 36     | 6      |
| 2014-2015               | Magonza                 | BL                      | 22         | 2          | CG              | 0               | 0               | -                  | -                  | -                  | -           | -           | -           | 22     | 2      |
| 2015-2016               | Magonza                 | BL                      | 31         | 7          | CG              | 2               | 1               | -                  | -                  | -                  | -           | -           | -           | 33     | 8      |
| 2016-2017               | Magonza                 | BL                      | 17         | 2          | CG              | 1               | 0               | UEL                | 4                  | 0                  | -           | -           | -           | 22     | 2      |
| 2017-gen. 2018          | Magonza                 | BL                      | 2          | 0          | CG              | 0               | 0               | -                  | -                  | -                  | -           | -           | -           | 2      | 0      |
| Totale Magonza          | Totale Magonza          | Totale Magonza          | 72         | 11         |                 | 3               | 1               |                    | 4                  | 0                  |             | -           | -           | 79     | 12     |
| gen.-giu. 2018          | Las Palmas              | PD                      | 12         | 0          | CR              | 1               | 0               | -                  | -                  | -                  | -           | -           | -           | 13     | 0      |
| 2018-2019               | Amburgo                 | 2BL                     | 2          | 0          | CG              | 1               | 0               | -                  | -                  | -                  | -           | -           | -           | 3      | 0      |
| 2019-2020               | Amburgo                 | 2BL                     | 14         | 1          | CG              | 2               | 0               | -                  | -                  | -                  | -           | -           | -           | 16     | 1      |
| Totale Amburgo          | Totale Amburgo          | Totale Amburgo          | 16         | 1          |                 | 3               | 0               |                    | -                  | -                  |             | -           | -           | 19     | 1      |
| 2020-2021               | Malaga                  | SD                      | 33         | 1          | CR              | 3               | 0               |                    | -                  | -                  |             | -           | -           | 36     | 1      |
| 2021-2022               | Malaga                  | SD                      | 19         | 0          | CR              | 2               | 0               |                    | -                  | -                  |             | -           | -           | 21     | 0      |
| Totale Málaga           | Totale Málaga           | Totale Málaga           | 52         | 1          |                 | 5               | 0               |                    | -                  | -                  |             | -           | -           | 57     | 1      |
| 2022-2023               | Honvéd                  | NBI                     | 17         | 4          | MK              | 2               | 1               | -                  | -                  | -                  | -           | -           | -           | 19     | 5      |
| gen.-lug. 2024          | Mezőkövesd-Zsóry        | NBI                     | 6          | 0          | MK              | -               | -               | -                  | -                  | -                  | -           | -           | -           | 6      | 0      |
| feb.-lug. 2025          | Sestao River            | PF-I                    | 10         | 0          | -               | -               | -               | -                  | -                  | -                  | -           | -           | -           | 10     | 0      |
| 2025-2026               | NorthEast Utd           | ISL                     | 0          | 0          | SC              | 0               | 0               | -                  | -                  | -                  | DC          | 4           | 1           | 4      | 1      |
| Totale carriera         | Totale carriera         | Totale carriera         | 277        | 36         |                 | 20              | 3               |                    | 13                 | 1                  |             | 4           | 1           | 314    | 41     |

## Palmarès

### Club

#### Competizioni internazionali
- UEFA Europa League: 1

Siviglia: 2013-2014